# István Anhalt
István Anhalt, OC FRSC (12. dubna 1919 Budapešť, Maďarsko – 24. února 2012 Kingston, Ontario, Kanada) byl židovsko-kanadský hudební skladatel. V roce 1949 emigroval z Maďarska do Kanady. V roce 2003 mu byl udělen Řád Kanady a v roce 2007 získal řád Royal Society of Canada.